# Нижнеискушинский сельсовет
Нижнеискушинский сельсовет — муниципальное образование в Белокатайском районе Башкортостана.

## История
В 1981 году из сельсовета была исключена выселенная деревня Аткино.
Согласно «Закону о границах, статусе и административных центрах муниципальных образований в Республике Башкортостан» имеет статус сельского поселения.

## Население
| 2002 | 2009 | 2010 | 2012 | 2013 | 2014 | 2015 |
| ---- | ---- | ---- | ---- | ---- | ---- | ---- |
| 831  | ↘768 | ↘628 | ↘586 | ↗588 | ↘571 | ↘566 |
| 2016 | 2017 |      |      |      |      |      |
| ↘565 | ↘554 |      |      |      |      |      |

## Состав сельского поселения
| № | Населённый пункт | Тип населённого пункта       | Население |
| - | ---------------- | ---------------------------- | --------- |
| 1 | Нижний Искуш     | село, административный центр | ↘394      |
| 2 | Сосновый Лог     | деревня                      | ↘125      |
| 3 | Верхний Искуш    | село                         | ↘109      |